# Omaima El Khalil
Omaima El Khalil (en arabe : أميمة الخليل), née en mai 1966 dans le village de Fakiha (également appelé Fiké) près de Baalbek dans la plaine de la Bekaa, est une artiste libanaise.

## Biographie
Elle grandit dans une famille amoureuse des arts et commence précocement sa carrière à l'âge de douze ans comme chanteuse, accompagnée par son père au luth. La famille déménage ensuite à Beyrouth, où elle étudie la théorie musicale et le chant. Puis elle rencontre le compositeur Marcel Khalife et intègre son ensemble "El Mayadine" dans lequel elle chante en solo. 
Elle chante pour les poètes majeurs du monde arabe, tels que Mahmoud Darwich, Chawki Bazi, Mohammed Abdullah, Talal Haider, Henry Zugheib et Nizar Attia.

## Albums
- Khallini Ghannilak (1994)
- 2000 (2000)
- Ya (2010)
- Zaman (2013)

## Chansons
- El Helwa Di
- Takabar Takabar
- Asfour tal min chebbak